# Tribalus hornii
Tribalus hornii är en skalbaggsart som beskrevs av Lewis 1901. Tribalus hornii ingår i släktet Tribalus och familjen stumpbaggar. Inga underarter finns listade i Catalogue of Life.